# Charles Jean Marie Barbaroux
Charles Jean Marie Barbaroux (6. března 1767 Marseille – 25. června 1794 Bordeaux) byl francouzský právník a politik v době Velké francouzské revoluce.

## Život
Narodil se roku 1767 v Marseille. Před vypuknutím revoluce působil jako právník. Roku 1792 byl zvolen tajemníkem Marseille. Během svého krátkého působení v Paříži, kam byl vyslán, aby zde zastupoval své město, se seznámil s manželi Rolandovými, kteří ho později přivedli do klubu girondistů. Po návratu do Marseille se významně podílel na potlačení místního royalistického povstání a byl zvolen zástupcem do Zákonodárného shromáždění. Nejprve se přidal k politickému uskupení jakobínů, ale po roztržce umírněných a radikálů se přidal k girondistům. Následně byl zvolen i do Národního konventu, kde na sebe poutal pozornost kvůli své agresivní politice vůči montagardům. Hlasoval pro smrt krále s možností odvolání k lidu a odložení rozsudku. Odsoudil zářijové masakry a vystupoval proti založení revolučního tribunálu i výboru pro veřejné blaho. V červnu 1793 byl s ostatními girondisty svržen a zatknut. Prchl však do Caen, odkud po neúspěšném pokusu o povstání znovu prchl do Saint-Émilien. Zde se pokusil o sebevraždu, ale byl zadržen a v Bordeaux 25. června 1794 popraven.